# Sally Mannová

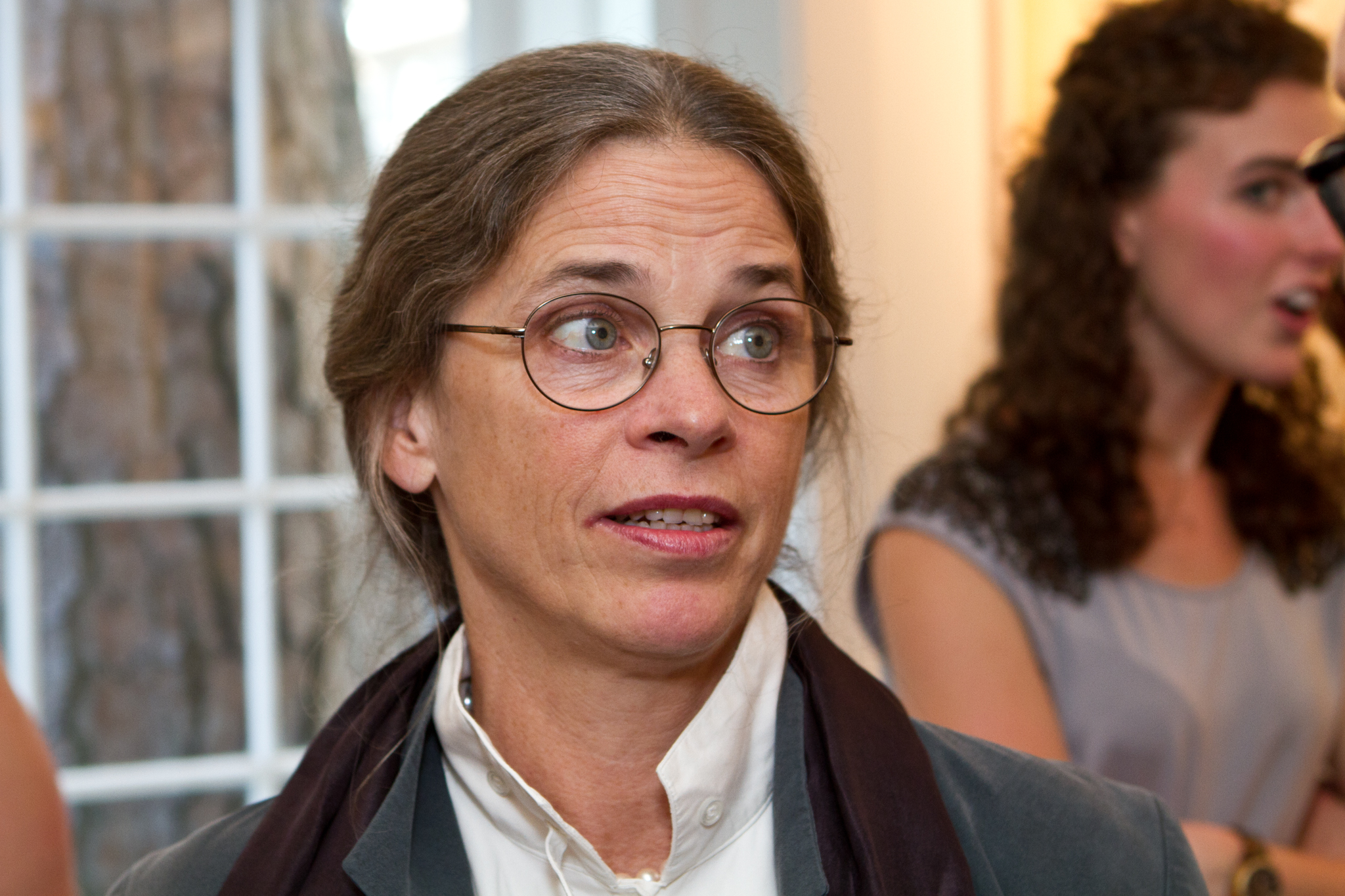
Sally Mannová, 2011

Sally Mannová, nepřechýleně Mann; rodným jménem Sally Turner Munger (* 1. května 1951 Lexington, Virginie) je americká fotografka známá svými velkoformátovými černobílými fotografiemi; nejdříve svých dětí, později krajin.

## Mládí
Narodila se jako třetí ze tří dětí a zároveň jako jediná dcera. Její otec Robert S. Munger byl praktický lékař a její matka Elizabeth Evans Munger pracovala v knihkupectví v univerzitě Washington and Lee University v Lexingtonu. V roce 1969 dokončila školu The Putney School, později Bennington College a Friends World College. Získala titul BA, summa cum laude, na Hollins College (nyní Hollins University) v roce 1974 a MA za kreativní psaní v roce 1975. Na Putney se začala věnovat fotografii, její premiérou byly snímky aktů nahého spolužáka. Zájem o fotografii podporoval její otec. Jeho kamera 5×7 se stala základem práce s velkoformátovými přístroji v pozdější době.

## Kariéra
Po dokončení studia pracovala jako fotografka na Washington and Lee University. V polovině 70. let dokumentovala výstavbu nových školních budov Lewis Hall (nyní Sydney Lewis Hall), což vedlo k její první samostatné výstavě na konci roku 1977 v galerii umění Corcoran Gallery of Art ve Washingtonu. Tyto surrealistické obrazy byly zahrnuty jako součást její pozdější první knihy Second Sight publikované v roce 1984.
Její druhý cyklus At Twelve: Portraits of Young Women (Ve dvanácti: Portréty mladých žen) publikovaný v roce 1988, způsobil kontroverzní diskuse. Snímky „zachycovaly emoce a identitu dospívajících dívek...“
V polovině 90. let začala fotografovat krajinu na mokré skleněné kolódiové negativní desky 8×10 a opět používala stejný 100 let starý 8×10 měchový velkoformátový přístroj. Tyto krajiny poprvé zveřejnila na výstavě Still Time a později v roce 1997 na výstavě v Edwynn Houk Gallery v New Yorku: Sally Mann – Mother Land: Recent Landscapes of Georgia and Virginia a v roce 1999 na výstavě Deep South: Landscapes of Louisiana and Mississippi. Mnoho z těchto velkých (100×130 cm) černobílých snímků bylo pořízeno metodou mokrého kolodiového tisku z 19. století. Skleněné desky potažené kolódiem a máčené v dusičnanu stříbrném byly vystaveny ještě mokré. Vznikly tak fotografie, které New York Times označil jako „vířivé, éterické obrázky s nadpřirozenou čistotou“.
Pátá kniha nese název What Remains a byla vydána v roce 2003.
Šestá kniha Deep South 2005 obsahuje 65 černobílých snímků krajin.
Sedmá kniha Proud Flesh vyšla v roce 2009.
Osmá kniha The Flesh and The Spirit vyšla v roce 2010 u příležitosti výstav v Virginia Museum of Fine Arts v Richmondu ve Virginii.

## Inspirace
Sama se zajímala a inspirovala díly fotografky Clementiny Hawardenové, o její tvorbu se naopak zajímala Julie Blackmonová.

## Publikace

### Knihy
- Second Sight: The Photographs of Sally Mann. David Godine, Boston, 1983. ISBN 978-0-87923-471-3
- At Twelve: Portraits of Young Women. Aperture, New York, 1988. ISBN 978-0-89381-296-6
- Immediate Family. Aperture, New York, 1992. ISBN 978-0-89381-518-9
- Still Time. Aperture, New York, 1994. ISBN 978-0-89381-593-6
- What Remains. Bullfinch Press, New York, 2003. ISBN 978-0-8212-2843-2
- Deep South. Bullfinch Press, New York, 2005. ISBN 978-0-8212-2876-0
- Sally Mann: Proud Flesh. Aperture Press a the Gagosian Gallery, New York City, NY, 2009. ISBN 978-1-59711-135-5
- Sally Mann: The Flesh And The Spirit. Aperture Press a Virginia Museum of Fine Art, Richmond, VA, 2010. ISBN 978-1-59711-162-1

### Výstavní katalogy
- The Lewis Law Portfolio, The Corcoran Gallery of Art, Washington DC, 1997
- Sweet Silent Thought, North Carolina Center for Creative Photography, Durham, NC, 1987
- Still Time, Allegheny Highland Arts and Crafts Center, Clifton Forge, VA, 1988
- Mother Land, Edwynn Houk Gallery, New York City, NY, 1997
- Sally Mann, Gagosian Gallery, New York City, NY, 2006
- Sally Mann: Deep South/Battlefields, Kulturhuset, Stockholm, Švédsko, 2007

### Sbírky
- The Corcoran Gallery of Art, Hospice: A Photographic Inquiry. Bullfinch Press, Washington, DC, 1996. ISBN 978-0-8212-2260-7
- Nature Conservancy, In Response to Place: Photographs from The Nature Conservancy's Last Great Places. Bullfinch Press, 2001. ISBN 978-0-8212-2741-1
- Ferdinand Protzman, Landscape: Photographs of time and Place. National Geographic, 2003. ISBN 978-0-7922-6166-7
- R. H. Cravens, Photography Past/Forward: Aperture at 50. Aperture Press, 2005. ISBN 978-1-931788-37-3
- Magazín Aperture:
  - Vydání 143 Jaro 1996 (Everything That Lives, Eats) ISBN 978-0-89381-686-5
  - Vydání 168 Podzim 2002 (50th Anniversary Part 1) ISBN 0-89381-999-9
  - Vydání 194 Jaro 2009 Bez názvu.

### Ostatní
- Sally Mann. 21st Editions, South Dennis MA, 2004, ISBN 1-892733-27-7. Sbírka samostatných fotografických tisků a básní v obalu.

## Ocenění
- National Endowment for the Arts Individual Artist Fellowship: 1982, 1988, & 1992.
- John Simon Guggenheim Memorial Foundation Fellowship, 1987.
- Čestný doktorát (Doctor of Fine Arts) na Corcoran College of Art and Design, 2006.